# Dicranoloma angustiflorum
Dicranoloma angustiflorum är en bladmossart som beskrevs av Hugh Neville Dixon 1915. Dicranoloma angustiflorum ingår i släktet Dicranoloma och familjen Dicranaceae. Inga underarter finns listade i Catalogue of Life.